# William Lucas Root
William Lucas Root (* 6. Oktober 1919 in Des Moines, Iowa; † 22. April 2007) war ein US-amerikanischer Mathematiker und Ingenieur.
Root studierte Elektrotechnik an der Iowa State University mit dem Bachelor-Abschluss 1940 und am Massachusetts Institute of Technology (MIT) mit dem Master-Abschluss 1943. Nach Wehrdienst im Zweiten Weltkrieg als Offizier des United States Marine Corps kehrte er an das MIT zurück, an dem er 1952 bei Warren Ambrose in Mathematik promoviert wurde (H-Systems and Rings of Operators). Danach war er am Lincoln Laboratory des MIT, an dem er 1959 bis 1961 die Gruppe für Analysis leitete. 1962 wurde er Professor für Luftfahrttechnik (Aerospace Engineering) an der University of Michigan (später auch in der Fakultät für Elektrotechnik und Informatik), an der er 1986 emeritiert wurde. 1968 leitete er an der Universität das neu gegründete Fakultäten-übergreifende Programm zur Informatik und Kontrolltheorie.
Er ist bekannt für Beiträge zur mathematisch strengen Grundlegung der statistischen Kommunikationstheorie (Informationstheorie), unter anderem mit einem Lehrbuch von 1958 und einem Aufsatz von 1960 über die Identifizierung und Parameter-Abschätzung von Signalen in Rauschen. Mit seinen Kollegen Wilbur Davenport, Edward J. Kelly, Irving S. Reed und Richard P. Wishner unternahm er in den 1950er Jahren umfangreiche Arbeiten im Rahmen des Programms der Abwehr von Interkontinental-Bombern zur Detektion von Signalen im Radar-Rauschen, mit Anwendung in halb-automatisierten Systemen der Flugabwehr, etwa im Cape Cod System (im Rahmen des SAGE-Projekts mit Datenverarbeitung anfangs im Whirlwind Computer) oder dem in der Distant Early Warning Line einer Radarkette in der Arktis installierten automatischen Alarm. Am Lincoln Laboratory wurde zu diesem Zweck 1954 auch ein neues Radar (Sentinel) entwickelt.
1986 erhielt er den Claude E. Shannon Award. Er war Fellow des IEEE.

## Schriften
- mit Wilbur B. Davenport: Introduction to the theory of random signals and noise, McGraw Hill 1958, IEEE Press 1987
- mit Tom Stephen Pitcher: Some remarks on statistical detection. IRE Transactions on Information Theory, Band 1, 1955, S. 33–38
- mit Irving S. Reed, Edward Joseph Kelly Detection of Radar Echos in Noise, Lincoln Laboratory, MIT 1957
- mit Reed: The detection of radar echoes in noise, Teil 1,2, SIAM Journal, Band 8, Juni 1960, S. 309–341, 481–507
- Communications through Unspecified Additive Noise, Information and Control, Band 4, 1961, S. 15–29
- mit Patrick A. Kelly: Stability in linear detection, IEEE Transactions on Information Theory, Band 33, 1987, S. 36–46
- mit Patrick A. Kelly: Stability in linear estimation, IEEE Transactions on Information Theory, Band 38, 1992, S. 39–49
- Remarks, mostly historical, on signal detection and signal parameter estimation, Proc. of the IEEE, Band 75, 1987, Nr. 11, S. 1446–1457